# Raïon de Mohyliv-Podilskyï
Le raïon de Mohyliv-Podilskyï (ukrainien : Могилів-Подільський район) est une subdivision administrative de l'oblast de Vinnytsia, dans l'Ouest de l'Ukraine. Son centre administratif est la ville de Mohyliv-Podilskyï.
Depuis le 19 juillet 2020 le raïon est agrandi aux dépens de ses voisins dans le cadre de la réforme administrative de l'Ukraine.

## Lieux d’intérêt

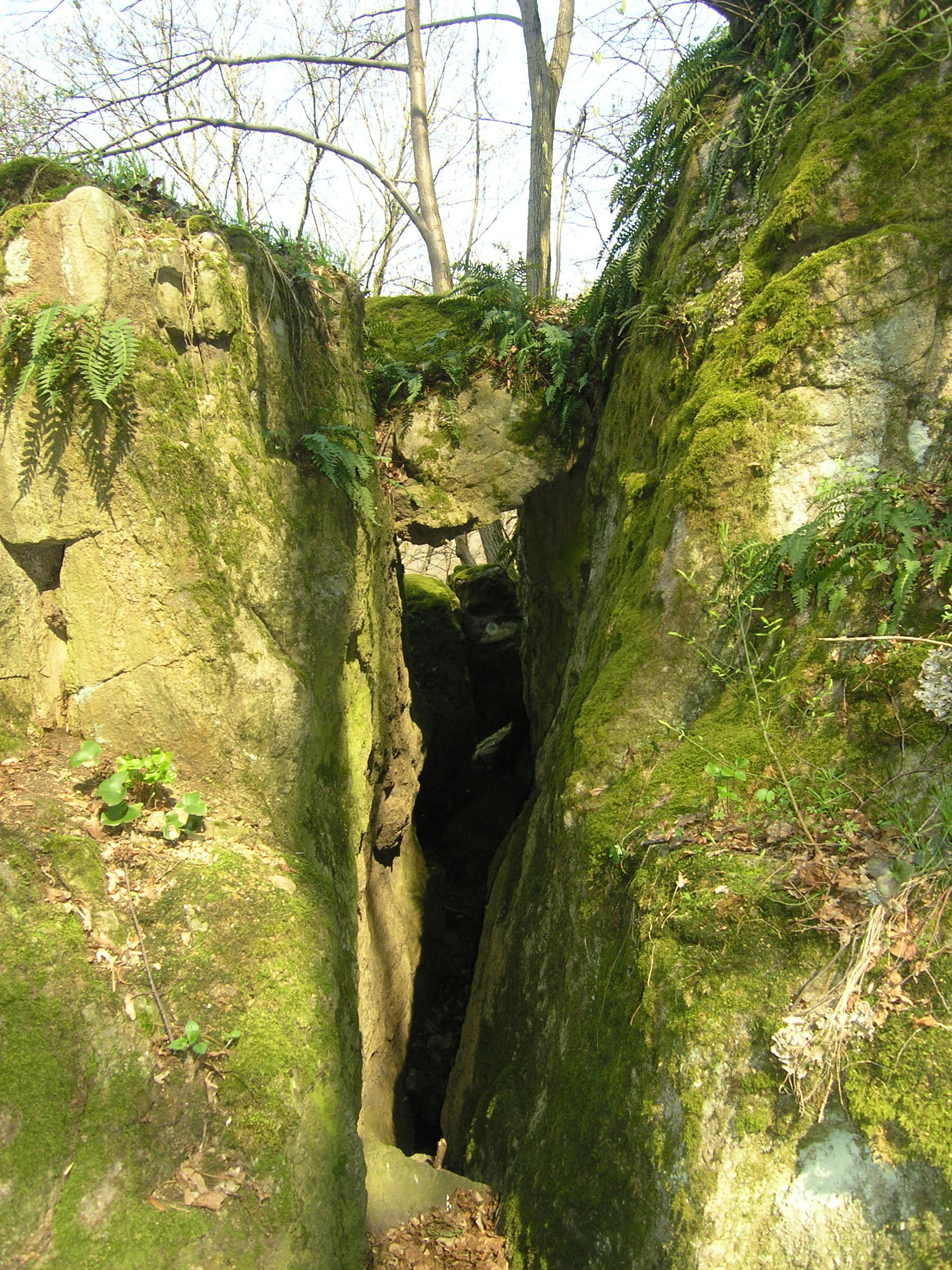
Site fortifié de Vyla-Yaruzki, classé[1],
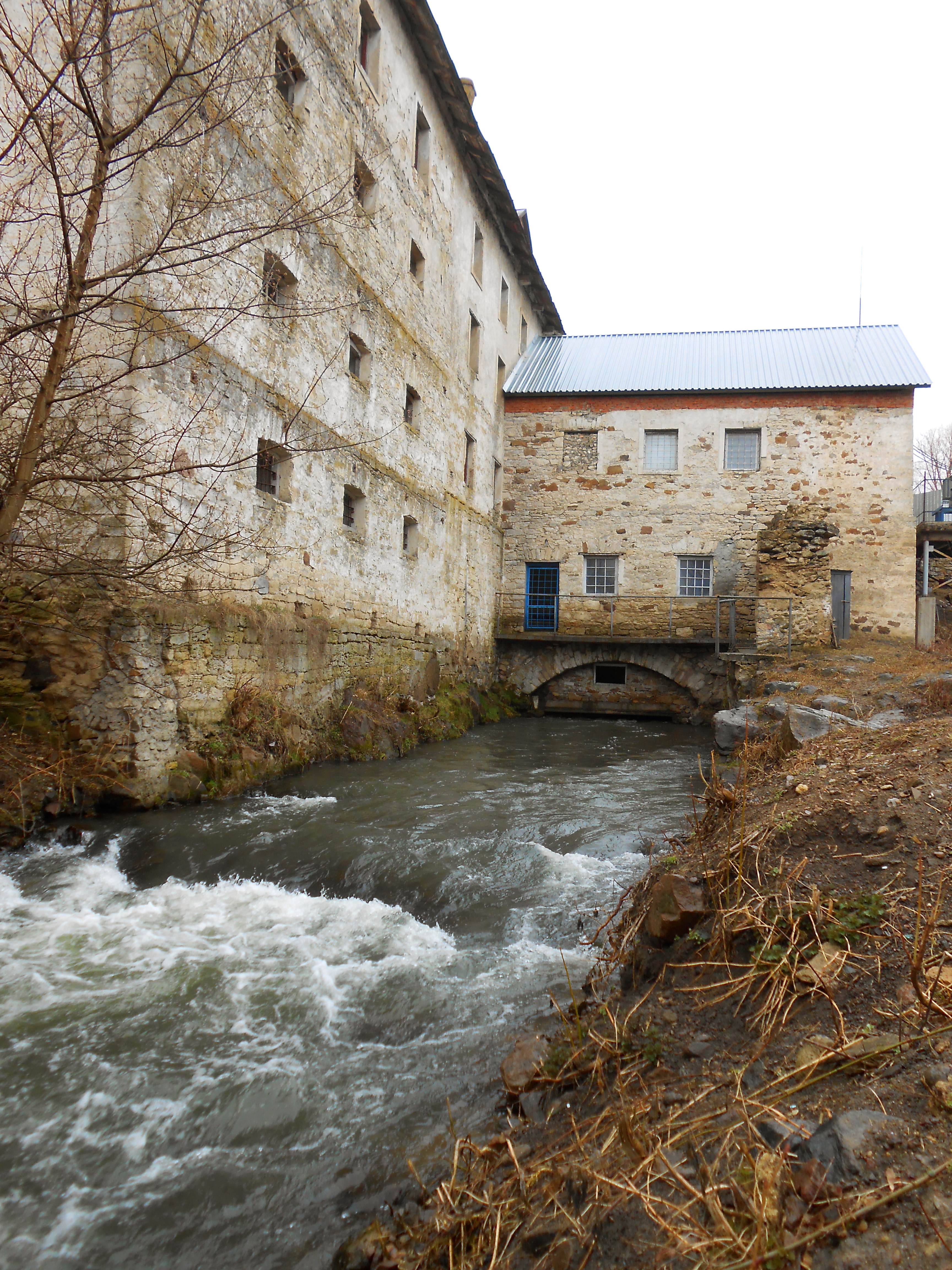
moulin de Mazurivka, classé[2],
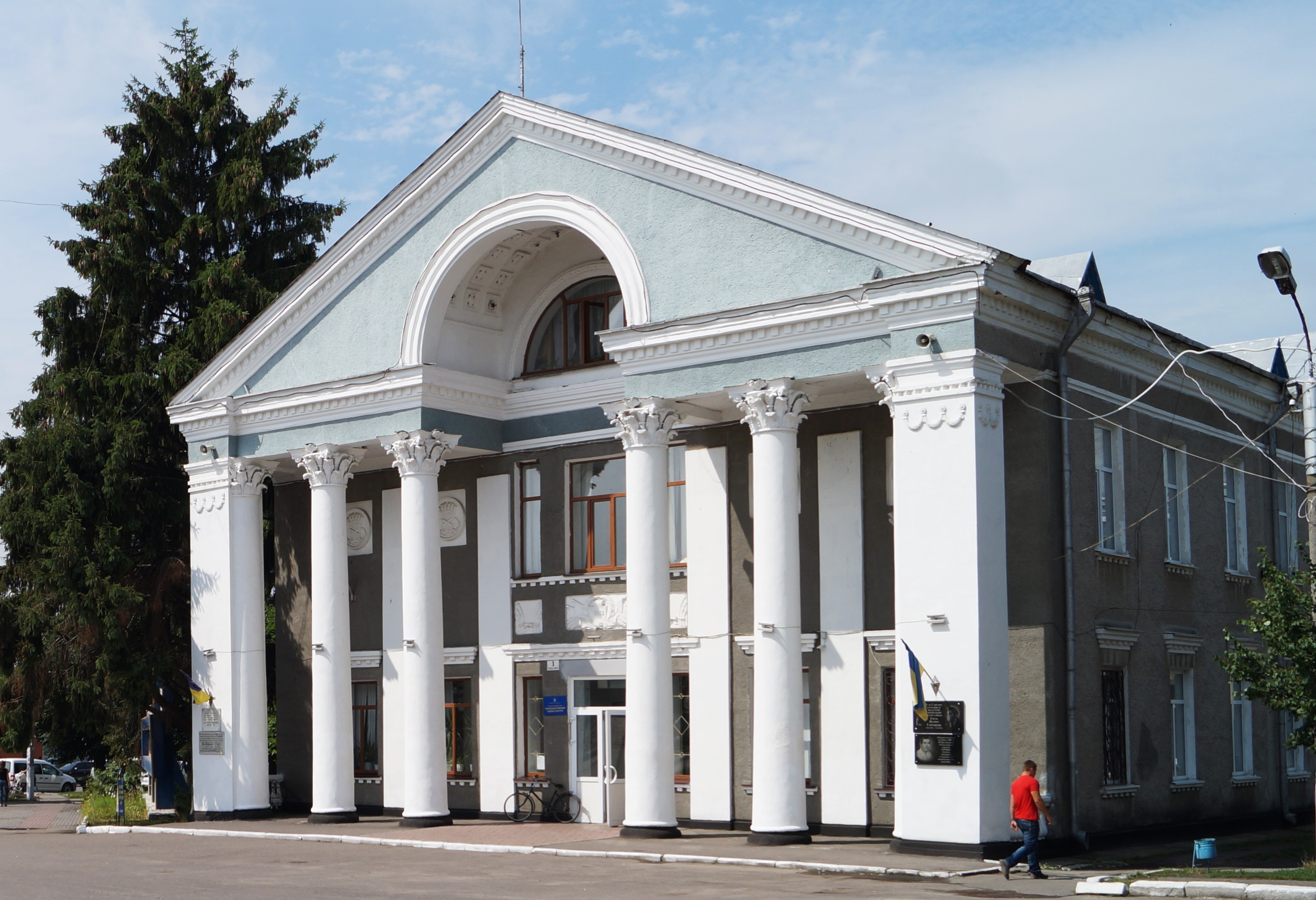
maison de la culture, classée[3],
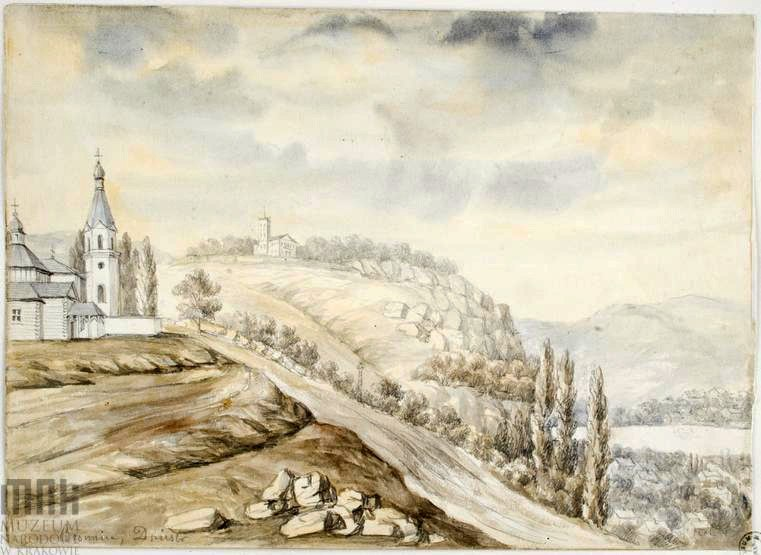
domaine Wittgentsein de Bronistia, classée[4] et son parc classé[5],
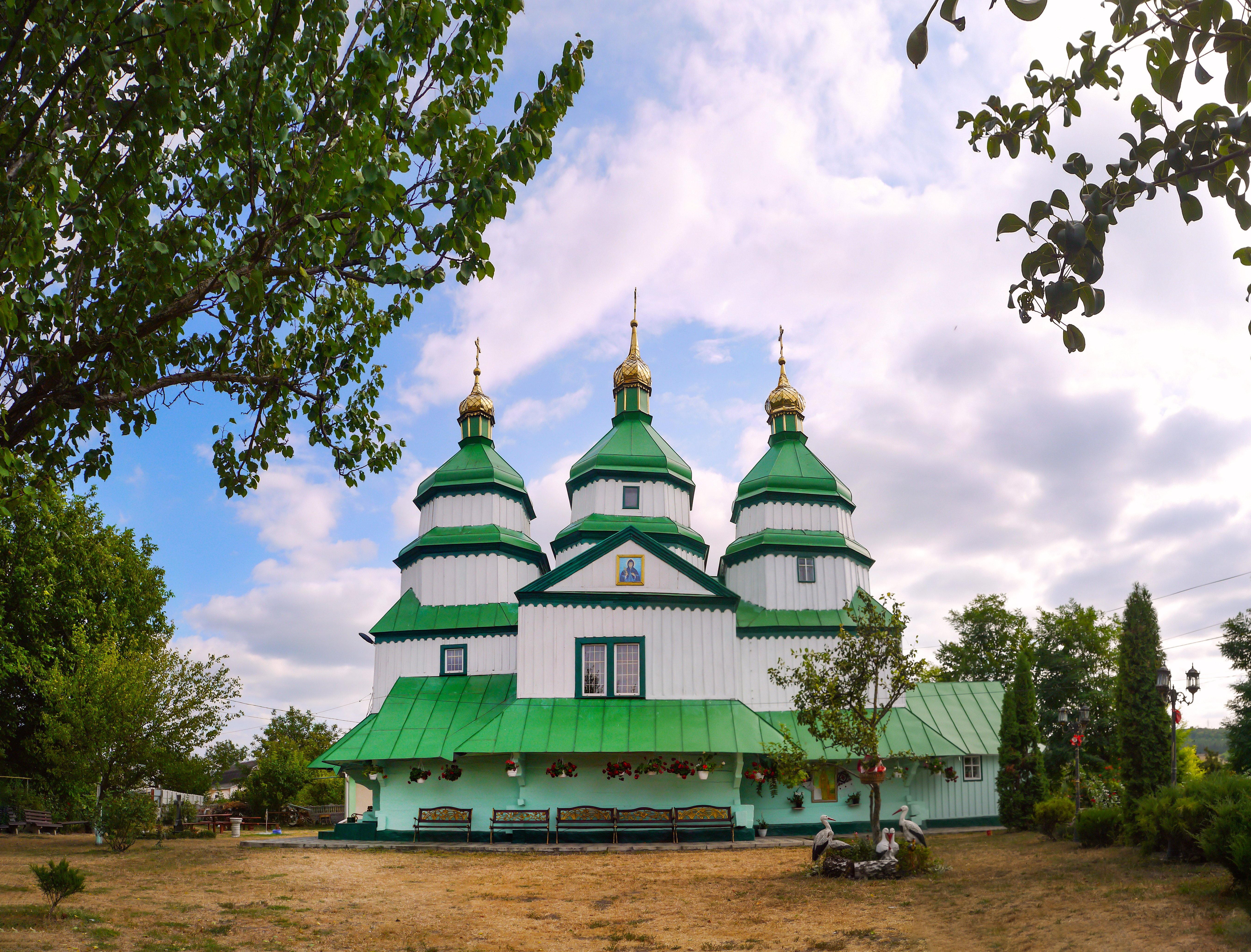
église à Nemiya, classée[6],
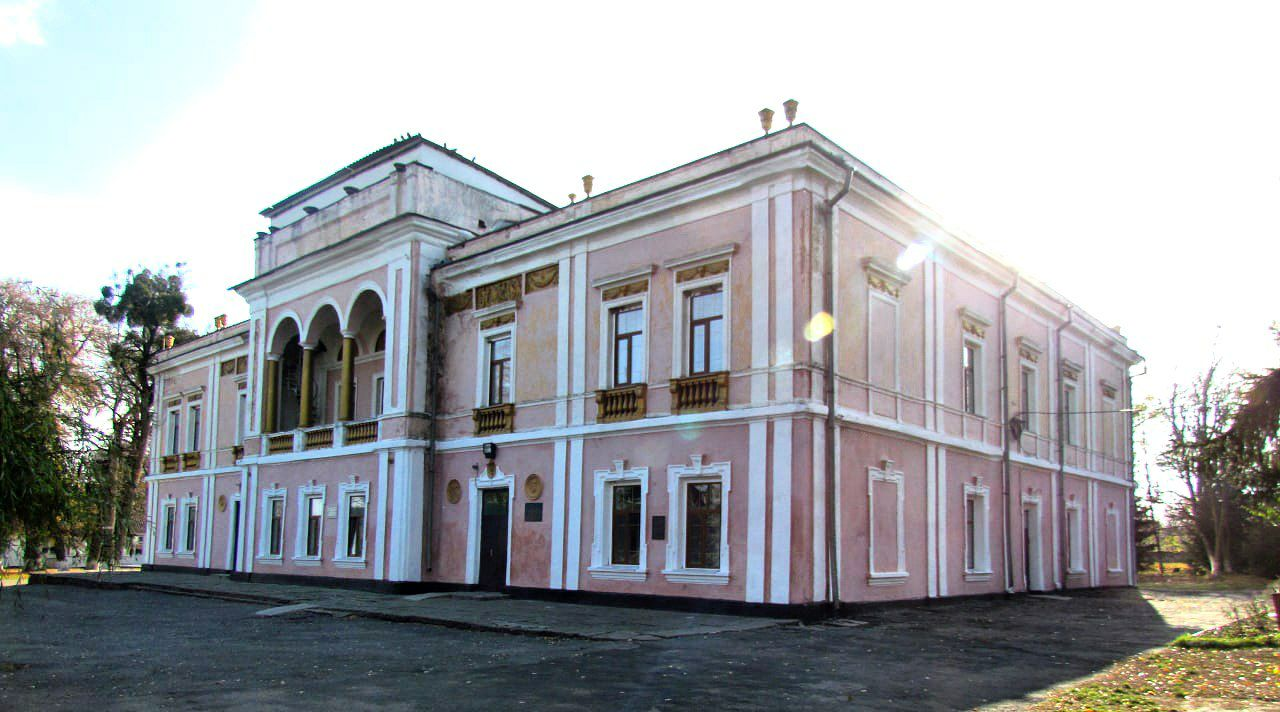
manoir de style Livadia à Kokoujiany, classée[7],
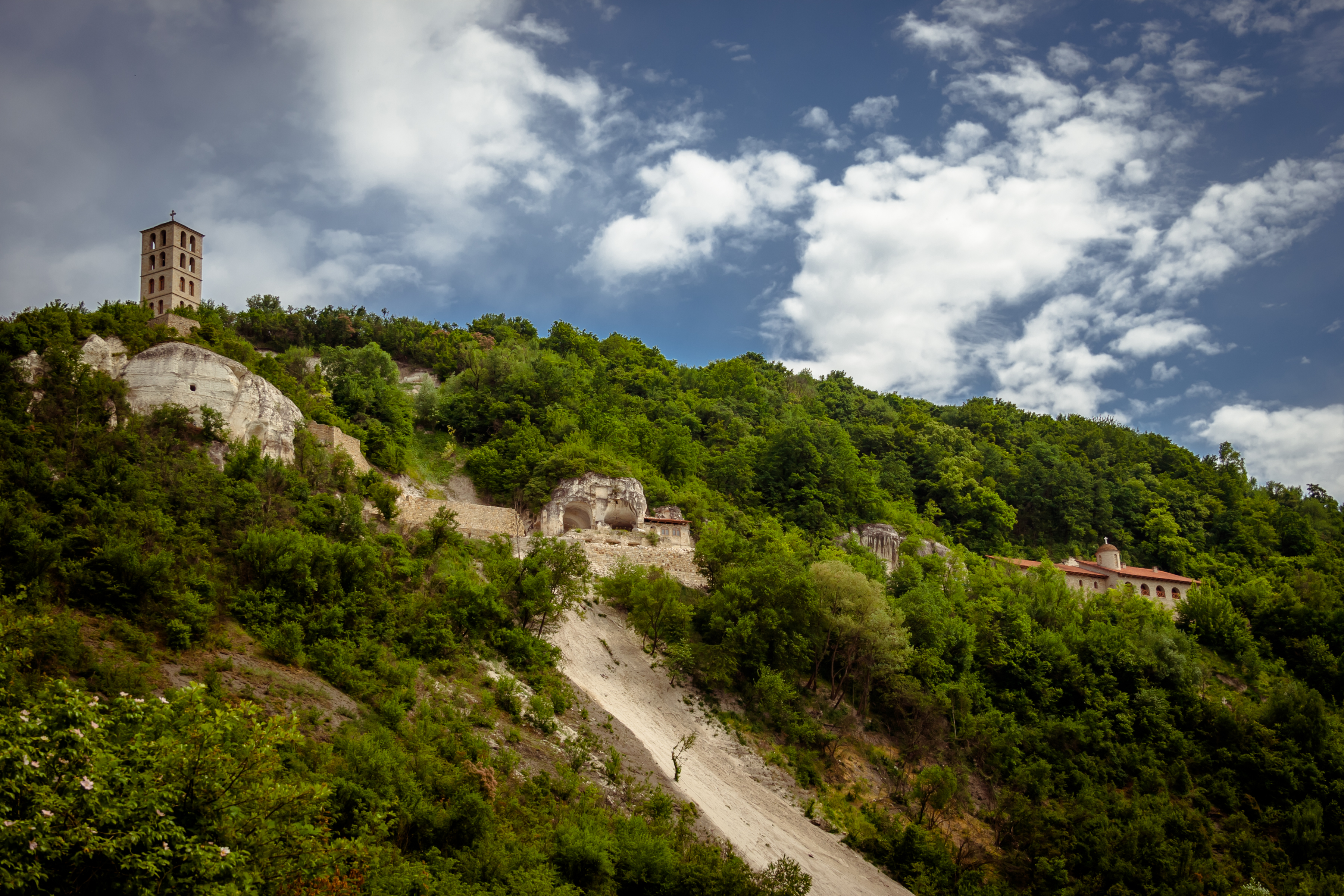
monastère de Lyadova, classé[8],